# Josipdol (Horvátország)
 Josipdol  falu és község Horvátországban, Károlyváros megyében. Közigazgatásilag Carevo Polje, Cerovnik, Istočni Trojvrh, Modrus, Munjava, Munjava Modruška, Oštarije, Sabljaki Modruški, Salopeki Modruški, Skradnik, Trojvrh, Vajin Vrh és Vojnovac települések tartoznak hozzá.

## Fekvése
Károlyvárostól 45 km-re délnyugatra, a Plaški-mezőn, Lika északi határvidékén fekszik. Itt halad keresztül a Károlyvárostól a tengerpart felé vezető Jozefina út és az A1-es autópálya is. Településrészei: Siča, Klanac, Rasadnik, Treskavac, Turkalji, Munjava, Veternica, Lager és Čakovac.

## Története
Az Oštarije környékén előkerült régészeti leletek tanúsága szerint Josipdol község területén már az újkőkorszaktól fogva éltek emberek. Čakovac területén a lasinjai kultúra legdélibb jelenlétére utaló használati tárgyak kerültek elő. Az i. e. 4. században a kelták japod törzse telepedett itt le és két jelentős erődített települést is épített. Josipdoltól keletre Gornji Morduš határában alapított Tetraponest és a Velika, illetve Mala Viničica területén alapított Metulumot, mely japodok legjelentősebb vára volt. A rómaiak i. e. 35 és 33 között a tengerpart irányából hódították meg ezt a vidéket és az illír provincia részévé tették. Metulum mint a vidék legjelentősebb települése városi rangot kapott és az ekkor kiépített úthálózatnak is maradtak nyomai. A birodalom bukása után a gótok, majd a longobárdok uralma következett, végül a 7. században avar és szláv népesség telepedett itt le. Az önálló horvát királyság bukása után a 11. század végén ez a vidék is a Magyar Királyság uralma alá került. Urai, miután 1193-ban III. Béla az egész megyét Vegliai Bertalannak a Frangepánok ősének adományozta a Frangepánok lettek A terület legjelentősebb települése Modrus lett, mely a 15. században már a korbáviai püspökség székhelye volt. A 16. században azonban miután a török Modrust 1493-ban elpusztította ennek jelentősége is csökkent. A Frangepánok székhelyüket az újonnan épített Ogulinba helyezték át. A pusztán maradt falvakba a katonai határőrvidék parancsnoksága a török által elfoglalt területekről a vlach jog alapján pravoszlávokat telepített, akik kiváltságaik fejében katonai szolgálattal tartoztak. Josipdol területe a határőrezred oštarijei századának az ellenőrzése alá tartozott.
A mai Josipdol helyén állt település neve eredetileg Ivaničići, majd Munjava volt, mely nevét a rajta átfolyó patakról kapta. Munjava ma Josipdol egyik településrésze. A térség gazdasági fellendülése akkor indult meg amikor 1775 és 1779 között megépült a Károlyvárost Josipdolon át Zenggel összekötő Jozefina út. Josipdol első írásos említése is 1775-ben történt. Nevét, mely eredetileg németül "Josephstal", (azaz Józsefvölgy) II. József tiszteletére kapta, aki itteni látogatása alkalmával kifejezte azt az elhatározását, hogy korszerűsíteni kell a Habsburg Birodalom szárazföldi és tengeri közlekedését. A 18. század második felében a település már vásáros hely volt 26 háztartással és éves vásárokkal. 1785-ben felépült Szent József tiszteletére szentelt plébániatemploma. 1830-ban Josipdolon katonai parancsnokság, postahivatal és császári gabonaraktár volt, ekkor a településen 35 ház állt. 1833-ban megkezdődött az új korszerű út építése Károlyváros és Zengg között, mely az építés irányítójáról Josip Kajetan Knežićről a Knežić-út nevet kapta. Az út Károlyvárostól Josipdolig a régi nyomvonalon haladt, a Josipdoltól délre a Velika Kapelán átvezető szakaszt Zenggig azonban új nyomvonalon építették. Az építés 1845-re fejeződött be. 1886-ban a katonai közigazgatás megszűnése után Josipdol az Ogulini járásba került. A gazdasági nehézségek miatt a 19. század végén és a 20. század első felében sok lakója vándorolt el, főként a tengerentúlra. A falunak 1857-ben 554, 1910-ben 614 lakosa volt. Trianonig Modrus-Fiume vármegye Ogulini járásához tartozott. 1914-ben megépült az Oštarije-Plaški vasútvonal.
2011-ben a falunak 832, községnek összesen 3702 lakosa volt.

## Lakosság
| Lakosság változása | Lakosság változása | Lakosság változása | Lakosság változása | Lakosság változása | Lakosság változása | Lakosság változása | Lakosság változása | Lakosság változása | Lakosság változása | Lakosság változása | Lakosság változása | Lakosság változása | Lakosság változása | Lakosság változása | Lakosság változása |
| ------------------ | ------------------ | ------------------ | ------------------ | ------------------ | ------------------ | ------------------ | ------------------ | ------------------ | ------------------ | ------------------ | ------------------ | ------------------ | ------------------ | ------------------ | ------------------ |
| 1857               | 1869               | 1880               | 1890               | 1900               | 1910               | 1921               | 1931               | 1948               | 1953               | 1961               | 1971               | 1981               | 1991               | 2001               | 2011               |
| 554                | 546                | 694                | 691                | 669                | 614                | 719                | 762                | 675                | 832                | 858                | 881                | 993                | 1116               | 993                | 832                |

## Nevezetességei
- Szent József tiszteletére szentelt római katolikus plébániatemploma[4] 1785-ben épült klasszicista stílusban. Egyhajós épület, csehboltozattal, négyszögletes szentéllyel. Sekrestyéje balról csatlakozik a szentélyhez. Harangtornya a homlokzat felett magasodik, gúla alakú toronysisakkal. Főoltárát, melyet Szent József szobra díszít karjában a kis Jézussal 1897-ben készítették. Kétoldalt Szent Péter és Pál apostolok szobrai állnak. Mellékoltárai a Szűzanya és Szent Valentin tiszteletére vannak szentelve. Oldalsó festett üvegablakai Szent Katalin és Szent Antal képeivel 1973-ban készültek. Orgonáját 1906-ban építették.
- A Viničica-dombon álló Szent Katalin kápolnát 1689-ben építették. Valószínűleg már előtte is állt itt egy kápolna. 1943-ban bombatalálat következtében romba dőlt, 1990-ben építették újjá. Főoltárán Szent Katalin üvegre festett képe látható, mellette Szent Illés és Szent Lukács szobrai.
- A Szent Katalin kápolna mellett Metulum vaskori erődítményének maradványait tárták fel. A 2002-től megindult tüzetes régészeti feltárás során 30 hektáros területével a vaskor egyik legnagyobb és legjelentősebb erődített települése került napfényre, melyet i. e. 35-ben Augustus császár serege csak hosszú ostrom után tudott elfoglalni. Metulum a rómaiak idején is virágzó település volt, de fénykorát a kelták idejében élte.
- Szent Mihály és Gábriel arkangyalok tiszteletére szentelt szerb pravoszláv temploma.